# フライブルク行政管区
フライブルク行政管区、またはフライブルク県（標準ドイツ語：Regierungsbezirk Freiburg, アレマン語：Regierigsbezirk Friburg）は、ドイツ連邦共和国のバーデン＝ヴュルテンベルク州を構成する行政管区の一つ。
バーデン＝ヴュルテンベルク州は4つの行政管区に区分されている。その中で、州の南西部に位置するのがフライブルク行政管区である。 
フライブルク行政管区を構成する郡は以下の通り。
1. ブライスガウ・ホッホシュヴァルツヴァルト郡(Landkreis Breisgau-Hochschwarzwald)
2. エメンディンゲン郡（Emmendingen）
3. コンスタンツ郡（Konstanz）
4. レラッハ郡（Lörrach）
5. オルテナウ郡（Ortenaukreis）
6. ロットヴァイル郡（Rottweil）
7. シュヴァルツヴァルト・バール郡(Schwarzwald-Baar-Kreis)
8. トゥットリンゲン郡（Tuttlingen）
9. ヴァルトシュット郡（Waldshut）

また、行政管区内の独立市は以下の通り。
1. フライブルク・イム・ブライスガウ（Freiburg im Breisgau）